# Берестовец (Черниговская область)
Берестове́ц (укр. Берестовець) — село, расположенное на территории Борзнянского района Черниговской области (Украина), на реке Смолянка.
Население составляет 1017 жителей (2006 год).
Первое письменное упоминание о Берестовце относится к 1690 г. Село входило в состав Нежинского полка Гетьманщины.
Село Берестовец находится примерно в 16 км к западу от центра города Борзна. Средняя высота населённого пункта — 119 м над уровнем моря. Село находится в зоне умеренно континентального климата.
Национальный состав представлен преимущественно украинцами, конфессиональный состав — христианами.

## Известные уроженцы
- Жидик, Алексей Васильевич (1887—?) — герой Первой мировой войны, кавалерист, полный Георгиевский кавалер.